# 新约的历史背景

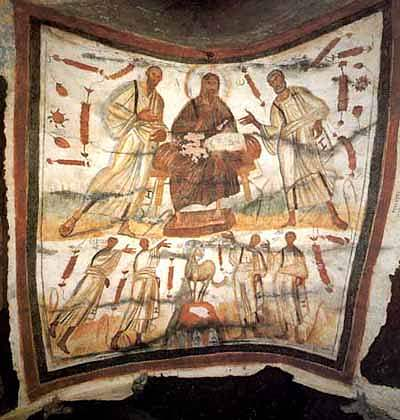
基督在彼得和保罗之间（四世纪），Saints Marcellinus和Peter的地下墓穴，位于拉比卡纳古道。

大多研究历史中的耶稣和早期基督教的学者认为，正典福音和耶稣的生活必须在耶稣的历史和文化背景下理解，而不是纯粹以基督教正统观念来看待。他们研究那个地区的第二圣殿时期犹太教及其局势，趋势和变化的时候，是从希腊化帝國、罗马帝國占领的影响以及那时的犹太教派别的角度去研究的，将耶稣看作是在这种环境中的犹太人，并将记载下来的新约看成是耶稣死后兴起的口头福音传统。
公元前64年，当罗马将军庞培占领耶路撒冷时，已部分希腊化的哈斯蒙尼王朝（獨立的以色列人王國）被并入了罗马共和国，成为罗马附庸国。哈斯蒙尼王朝滅亡後羅馬共和國找了大希律王，一位哈斯蒙尼馬加比王室後裔，開始了猶太希律王國和希律王朝。罗马人把犹地亚视为重要的贸易十字路口，和一个缓冲波斯帕提亚帝国（安息帝国）的国家。公元6年，猶地亞王希律·阿基勞斯被羅馬皇帝屋大維罷免，罗马帝國在犹地亚直接任命罗马总督到当地，即猶太行省。在加利利的犹大起义后和在彼拉多任命前（公元26年），一般来说，罗马的犹地亚陷入了困境中，但它仍旧能够自治，偶尔的骚乱、零星的叛乱和暴力抵抗是持续发生的风险。
在整个一世纪第三季度中，犹太人和罗马人之间的冲突使局势日益紧张。在第一世纪第三季度结束之前，这些紧张局势最终导致了第一次犹太-罗马战争和耶路撒冷第二圣殿的毁灭，这次战争几乎将耶路撒冷夷为平地。羅馬人後來將耶路撒冷重建为一个名叫爱利亚加比多连的都市，犹太人被禁止住在城内。

## 罗马时期的派别、群体和宗教信仰
历史学家试图了解耶稣和他的追随者在当时犹太派系中的位置。根据犹太-罗马历史学家弗拉维奥·约瑟夫斯，当代犹太教的三个党派是法利赛人，撒都该人和艾赛尼派，其中最后一派显然被边缘化，在某些情况下退居到一种类似修道院一样的团体。弗拉维奥·约瑟夫斯也说到“第四运动”，也称为狂热派（奋锐党），Lestai或短剑党。

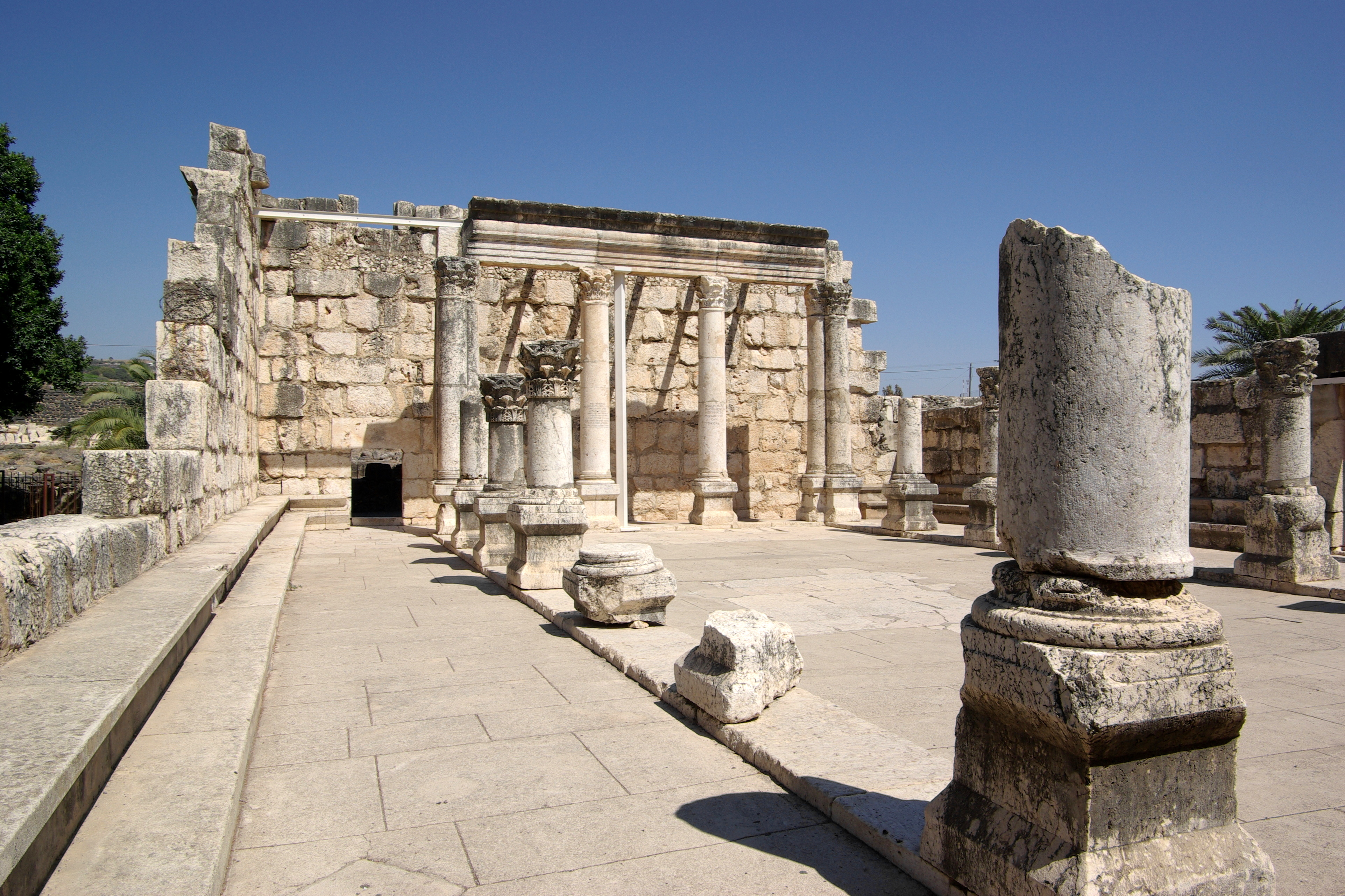
在迦百农的古代犹太会堂

法利赛人是1世纪犹地亚的强大力量。早期的基督徒分享了法利赛人的几种信仰，如复活、下世的报应、天使、人类自由和神的天意等。在圣殿毁坏之后，法利赛的观点在拉比犹太教中得到确立。一些学者推测耶稣自己是一个法利赛人。在耶稣的时代，法利赛人两个主要思想流派是希勒尔派（House of Hillel） ，这是由著名的坦拿、老希勒尔和沙迈派（House of Shammai）建立的。耶稣对伪善者的批评可能针对的是更严厉的沙迈派成员，虽然耶稣同意他们关于离婚的教导。（马可福音10：1-12）耶稣也评论了希勒尔派（巴比伦塔木德, Shabbat 31a ）关于最大的诫命（马可福音12：28-34）和律法和先知的道理（马太福音7:12）。历史学家不知道在耶稣生活时代的加利利是否有法利赛人，或他们是什么样子的。
撒都该人在耶路撒冷特别强大。他们只接受书面律法，拒绝法利赛人所接受的传统解释，例如，关于在来世报应的信仰、以及身体、天使和灵魂的复活等。在耶路撒冷沦陷后，他们从历史中消失了。
艾赛尼派是末世论的苦行者，是当时三个（或四个）主要的犹太人学派之一，虽然新约没有提及他们。有些学者推测耶稣是一个艾赛尼派人，或者与他们很相近。教皇本笃十六世就是这些学者之一，他在书中认为，“看来，不仅施洗约翰，有可能耶稣和他的家人，也接近库姆兰团体。”
狂热派（奋锐党）是反对罗马统治的革命党，根据弗拉维奥·约瑟夫斯，狂热派启发了在耶路撒冷的狂热运动，并导致耶路撒冷在公元70年被摧毁。路加福音认为耶稣的门徒西门是“狂热派”的人，这可能意味着是狂热派的成员，或一个热心的人。关于耶稣自认是一个狂热者的观点可能误解了最早对观福音对他的描述。或者，根据耶鲁大学的戴尔·马丁（Dale Martin）、 巴特·叶尔曼、以及詹姆斯·斯蒂尔（James Still）的一篇文章， 耶稣被涂上一层狂热的/暴力的末日论色彩。

### 在罗马时期的撒都该人和法利赛人
在此期间，撒都该人与法利赛人之间出现了严重的神学差异。虽然撒都该人赞成对摩西五经的有限解释，法利赛人赞成新法律的应用，并设法让所有犹太人在日常生活中纳入圣洁的做法（因此，不能进耶路撒冷圣殿）。和撒都该人不同，法利赛人也相信（并引进了）在未来、弥赛亚时代或到来的世界中复活的概念。这些信念似乎影响了基督徒对耶稣复活的信仰。

### 新先知
在这段期间，各种宗教运动和零碎的团体发展起来。很多人声称是新先知，认为自己在以利亚和以利沙的传统中。塔木德记载了在耶稣时代两个能行神迹的犹太人。 Mishnah Ta'anit 3：8讲述了一个名为Honi the Circledrawer的犹太人的故事，在公元前1世纪中叶，他因能成功地祷雨告而闻名。一次，当上帝没有回答他的祷告时，他在尘土中画了一个圆圈，站在圈子里面，并告诉上帝，直到天下雨他才会移动。当天空开始下小雨时，Honi the Circledrawer告诉上帝，他不满意，期望更大的雨；这时，天空开始下倾盆大雨。他解释说，他想要一个中等的雨，这时，大雨变成了正常的雨。
Mishnah Berakot 5：5讲述了Hanina ben Dosa的故事，他在耶稣之后的一代，通过祷告治好了迦玛列的儿子（可与马太福音8：5-13比较）。后来的一个故事（在巴比伦塔木德，Berakot 33a）中提到一只伤害路人蜥蜴。 Hanina ben Dosa来了，把脚跟放在洞上；蜥蜴咬他后死去。
这些人因与上帝的关系而受到尊重，但人们并不认为他们特别圣洁；他们的能力被认为是一种不可知的事情，而不认为是非常严格遵守犹太律法的结果。这些人有时被人们怀疑，但常常被尊重，甚至（根据Géza Vermes），有时候被他们的追随者称为“主”——但从来不认为它们是“救世主”或“弥赛亚”。

### 弥赛亚和千年先知
希伯来词mashiach（弥赛亚）的字面翻译是“受膏的”，它指的是通过将圣油膏在某人或某物上从而将他们奉献给上帝的仪式。它在整本希伯来圣经中，这个词主要指代各式各样的人或物；例如犹太国王、犹太祭司和先知、犹太圣殿及其器具、无酵饼和非犹太国王（居鲁士大帝）。
在犹太末世论中，这个词指来自大卫谱系的未来国王，他将“受膏”成为神的国中的王，并在弥赛亚时代统治犹太人。他被认为是一个伟大的军事和政治领导人，是大卫王后裔，精通犹太教遵循的律法。
在哈斯蒙尼王朝倒塌以及随后被罗马占领后，许多犹太人相信这是世界的结束，并希望罗马人会以某种方式崩溃或被一个犹太国王取代。大多数犹太人相信他们的历史由上帝掌管，这意味着即使罗马人征服犹地亚也是一种神圣的行为。他们相信，只有通过神的干预，罗马人才会被一个犹太国王取代。
公元36年，一个撒玛利亚人带领一个大队人登上基利沁山，他们相信在那里摩西埋葬了神圣器皿。彼拉多封锁了他们的路线，杀死了他们的领袖。约瑟夫斯在其他地方表达了犹地亚人对撒玛利亚人的普遍偏见，认为他们是全副武装而来的。但是，幸存的撒玛利亚人向叙利亚使节的Vitellius,提出上诉，说他们没有武装，认为彼拉多的行动是极端残酷的。根据历史学家本·萨松（H.H. Ben-Sasson）的说法，撒马利亚作为罗马犹地亚的一部分，在某种意义上是一个“叙利亚的卫星国”。因此，彼拉多被送到罗马，最终从被解雇了总督的职位。另一个这样的先知是Theudas，他在44和46之间带领一大群人到约旦河，说他可以劈开河流。彼拉多之后的检察官库斯乌斯·法杜斯（Cuspius Fadus）阻止了他们的，并杀死了Theudas。
一个“埃及先知”在橄榄山附近带领了三万人试图进入耶路撒冷，却被Fadus之后的总督安东尼乌斯·费利克斯拦住。

### 狂热派，奋锐党和强盗

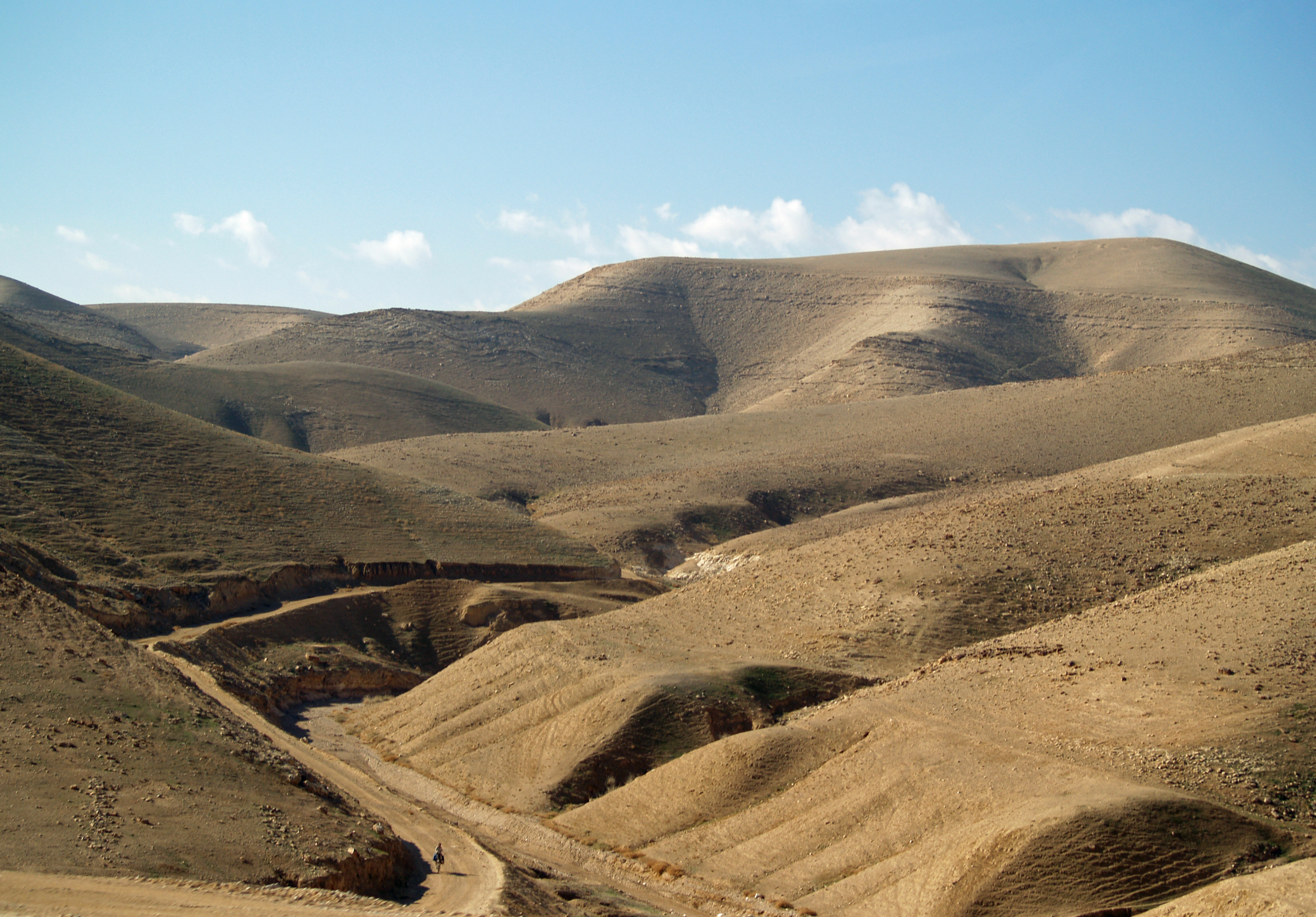
以色列的犹地亚山脉

当希律仍然是加利利的军事长官时，他在以西结的领导下花了很多时间打强盗。这些强盗最好理解为一个农民团体，其目标是地方精英，包括哈斯蒙尼王朝人和希律党人，而不是罗马人。Ventidius Cumanus（总督，公元48至52年）经常通过惩罚农民来报复强盗行为，因为他认为是农民是强盗的支持基础。当一个加利利的朝圣者在到耶路撒冷途中被撒玛利亚人杀害时，强盗的首领Eliezar组织加利利人进行反击，于是Ventidius Cumanus转向反对犹太人。一个叙利亚使节叫Quadratus来干预这个事件，并派遣几名犹太人和撒马利亚人到罗马。克劳狄一世站在犹太人的一面，将撒玛利亚领袖处决并流放，并将一个名为“Veler”的人交给了犹太人斩首。因此，这一时期广泛的农民动乱不仅针对罗马，而是对城市精英和其它群体表示不满；罗马的政策试图在培养犹太人支持，同时在控制强盗的势力。
在66年的第一次犹太-罗马战争期间， 约瑟夫斯被派去指挥加利利。他支持了一个主要是当地匪徒的军队，这些强盗平时掠夺附近的希腊和罗马城市（包括犹太精英占领的城市），其中有塞佛瑞斯，提比里亚和 Gabara（有时称为Gadara）的行政中心。这表明他们主要关注自己的收益以及对地方精英的社会暴动，而不是一些针对罗马占领者的政治革命。当罗马军团从叙利亚到达时，强盗军队立刻消失了。
罗马人在北方的战斗中采用焦土政策，迫使成千上万的农民向南移到耶路撒冷。在67至68年间，这些农民——可能是在强盗的带领下——组成了一个新的政党，称为狂热派，认为应该立即通过武力恢复一个独立的王国。目前还不清楚他们的领导人是否提出弥赛亚主张。狂热派监禁希律王的家庭成员，杀害前大祭司阿纳努斯·艾特努斯（Ananus ben Artanus）和约书亚·本·伽马利尔（Joshua ben Gamaliel），并审判最富有的公民。他们有可能相信他们清洗了已经向罗马投降的人。但这些清洗也揭示了这时犹太农民和贵族之间的巨大社会鸿沟。他们组成了社会革命的一部分：虽然他们最终被罗马人打败，但是，哈斯蒙尼王朝人、希律党人和撒都该人这样精英集团再也不会在罗马的犹地亚地区拥有权力。

## 对福音书的分析
大多数历史学家认为福音书不是对耶稣的客观描述，而是作为在特定时期的人的产物，并且写作者需要与特定的神学和政治问题作斗。具体来说，他们认为耶稣死后，他的话语和故事在追随者中流传，直到1世纪中叶的某个时刻，某人（或一群人）用希腊语写下他的话语（参见英文词条Q source），而且某人将他的生活故事编辑、组织成历史叙事：这就是马可福音。当这两个文档在基督徒之间传播时，其他的历史叙述被编辑和组织起来。马太福音，马可福音，路加福音和约翰福音的四本福音在2世纪的原始正统基督徒看来是地方的权威。一些历史学家认为，在公元64年尼禄对基督徒的迫害和公元66年的犹太人反抗之间，外邦基督徒明白，将耶稣的死亡负责归给犹太人而不是罗马人会更有意义。
此外，正如拉比犹太教在某种程度上是法利赛人对自己承认圣殿不会在他们有生之年重建而作出的回应一样，基督教作为一个教派反映了早期基督徒承认基督来临和在天国来临不会在他们有生之年实现一样。对福音书的批判性分析至少部分地涉及到考虑这些问题是如何影响福音书对耶稣的描述的。
根据历史学家保拉·弗雷德里克森(1988: 5)，批判学者依靠四个基本标准来推断一个出自新约的关于耶稣的“真实”历史叙述：
1. 不相似性：“如果一个说法或故事的最早形式在重点上不同于当代犹太教和早期教会的典型教义或关注点，那么它可能是真实的。”
2. 一致性：“如果来自早期传统阶层的材料与已经确定为可能是真实的其他材料一致，那么它也可能是真实的。”
3. 多重证明：“如果材料出现在许多不同的来源和文献语境中，那么它可能是真实的。”
4. 语言合理性：“一个真实材料应该容易受到阿拉姆语的翻译的影响，因为耶稣没有用文档所记录的希腊语教导”。

正如弗雷德里克森指出的，这些标准不能保证准确的历史重建。然而，她认为：
如果福音中的某些事情显然不符合1世纪晚期教会的利益——例如，对外邦人的诋毁言论，或宣告世界即将结束的言论——那么，它的真实性更高。简短地说，任何尴尬的事情可能是更早的情况，因而是真实的。（1988：6）。
即使这些标准也不足以恢复“真正发生的事件”。然而，他们可以让历史学家“以相对安全的方式认为可能发生的事情，大概会发生的事情，以及不可能发生的事情。”
根据弗雷德里克森，福音书中的两个事件可能发生了：耶稣被施洗约翰施洗，以及彼拉多将耶稣钉十字架。这些事件在四个福音书中都有提及。此外，它们不符合犹太传统，因为在那里没有受洗和被钉十字架的弥赛亚。它们也让早期的教会感到尴尬。施洗约翰在福音和约瑟夫斯记载中的突出位置表明，他生前可能比耶稣更受欢迎；同样，耶稣的使命直到施洗约翰施洗后才开始。弗雷德里克森认为，只有在耶稣死后，耶稣才比施洗约翰更有影响力。因此，福音书将耶稣死后的重要性投射到他生前。弗雷德里克森相信，福音书是通过以下几个方式来削弱施洗约翰的重要性的：描述施洗约翰拒绝施洗耶稣（马太福音）；简略地提及施洗过程（路加福音）；或强调耶稣的优先性（约翰福音）。
鉴于福音书最终形成的历史背景（这也是基督教第一次出现的时候），历史学家努力以一世纪犹太教的角度去理解耶稣的事工。据学者如Geza Vermes和艾德·帕里什·桑德斯的看法，耶稣似乎不属于任何特定的党派或运动；耶稣是多样性的（也许是独一无二的），他结合许多这些不同的元素，并且对于大多数犹太人，这些元素是相互对立的。最具批评性的学者认为耶稣医治众人，在加利利的预言传统中行神迹，并在犹地亚的先知传统中宣讲神对正义和公义的渴望。（根据Geza Vermes，耶稣的信徒称他为“主”，表明他们把他比作显赫的行神迹者和文士，见英文词条：Names and titles of Jesus）。
历史学家还经常注意到，由于耶稣是犹太人，他的生命、话语和教导必须在1世纪犹太教的背景下理解，因为，犹太教是他的本土文化（例如参见英文词条阿拉姆语的耶稣）。此外，他们强调了1世纪和2世纪的犹太教——特别是在圣殿毁灭之后——处于一种不断变化的状态中，由各种教派组成。
由于福音书一般被认为是在66-73的反抗后不久写成的，因此人们认为基督徒不得不重新塑造他们的神学和末世论的说法，因为耶稣没有立即恢复犹太王国。此外，随着基督教成为一种新宗教，它成为寻求皈依的外邦人、并最终成为皇帝自己的宗教，因此它需要向罗马当局和未来外邦人保证，它既不威胁也不挑战帝国主权。一些历史学家认为，这两个条件在修改耶稣的生活和教导方面发挥了至关重要的作用，最终形成了福音书。

## 基督徒和拉比犹太人之间的分歧
与许多宗教一样，关于基督教的确切成立日期没有形成共识。基督教传统上认为基督教从耶稣的事工和派遣十二门徒或七十使徒开始（参看英文词条great comission）。大多数历史学家同意耶稣或他的追随者建立了一个新的犹太教派，它吸引了犹太人和外邦人。历史学家继续争辩基督教确立为一个新宗教而与犹太教区别开来的确切时刻。一些基督徒仍然是犹太团体的一部分，这一直到130年巴尔科赫巴起义结束才终止（参看英文词条：Jewish Christians）。晚至4世纪，金口约翰强烈阻止基督徒参加安提阿的犹太节日，这表明这个城市中，两个团体之间至少有某些持续的接触。同样，约365年的老底嘉会议也发生类似的事情。（参见英文词条：Shabbat, Sabbath in Christianity, Quartodeciman,Constantine I 和Christianity）。历史学家Shaye J. D. Cohen认为：
基督教与犹太教的分离是一个过程，而不是一个事件。这个过程的基本是由于教会越来越多外邦人，越来越少的犹太人，但在每个犹太人和基督徒聚集的地方社区中，这种分离表现为不同的方式。在一些地方，犹太人驱逐了基督徒；在别的情况下，基督徒自愿离开。

根据科恩（Cohen），这个过程在公元70年结束，在大反抗后当各种犹太教派都消失了，法利赛犹太教演变成拉比犹太教，而基督教成为一个独特的宗教。许多历史学家认为，福音书在大反抗和圣殿毁灭之后最终形成，尽管一些学者提出马可福音在60年代写成的，但他们也需要考虑到这个背景。只有在巴尔科赫巴起义后（那时法利赛人的继承者声称对所有犹太教拥有霸权），他们把基督教视和法利赛人一样的犹太教内的竞争性活动——至少从犹太人的观点，基督教成为一个新的宗教。

### 第一次犹太-罗马战争和圣殿被毁

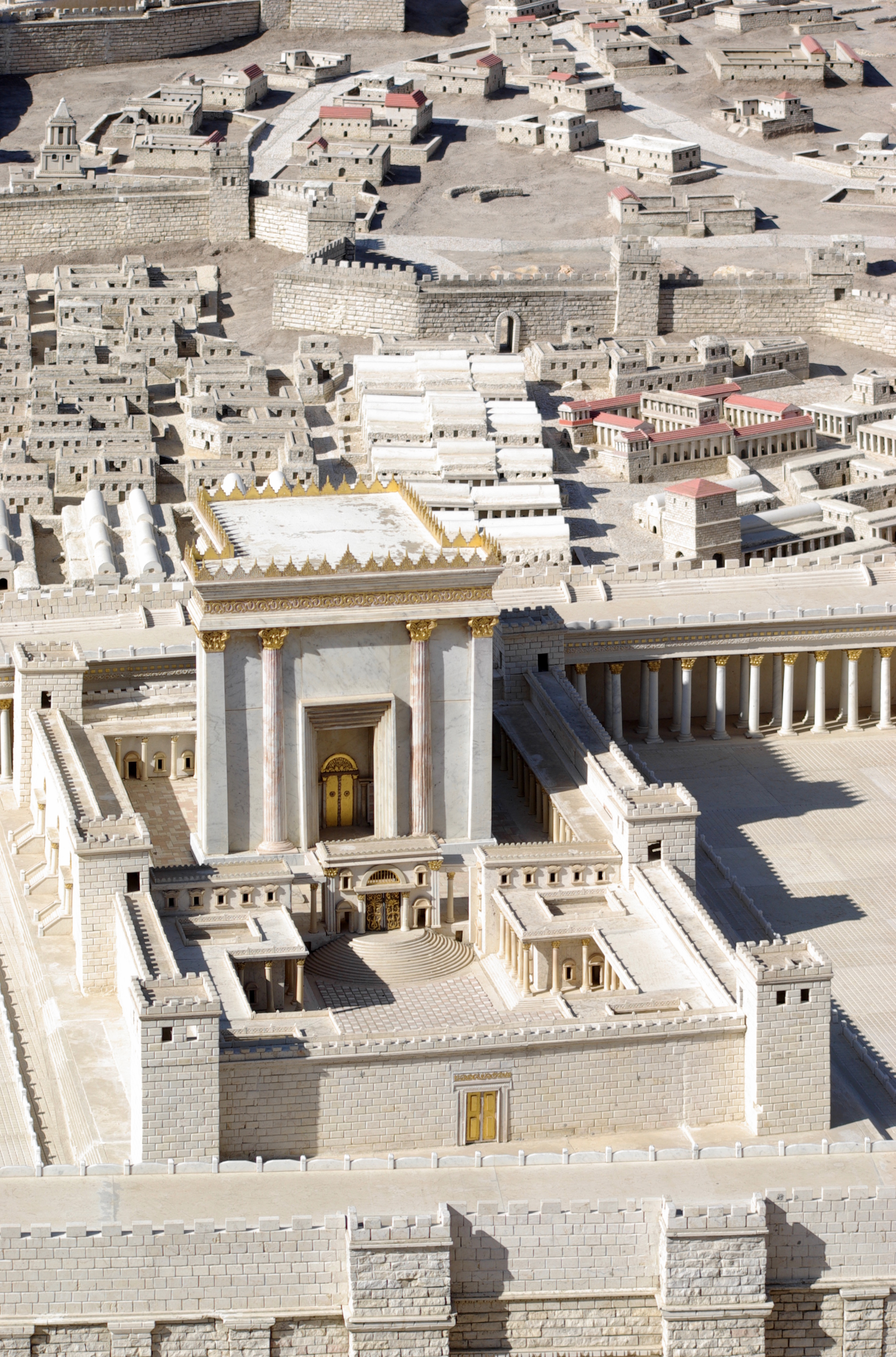
耶路撒冷圣殿的模型。

公元66年，犹太人对罗马的不满升级。起初，大祭司试图镇压叛乱，甚至呼吁法利赛人来帮助。在罗马驻军未能阻止希腊人在凯撒利亚亵渎犹太会堂后，大祭司停止支付进贡，于是开始了第一次犹太-罗马战争。在70年，圣殿被毁了。第二圣殿的毁灭对犹太人造成深刻创伤，他们现在面临着困难和影响深远的问题：
- 如何在没有圣殿的情况下实现赎罪？
- 如何解释叛乱的灾难性后果？
- 如何生活在圣殿毁坏后的罗马化世界中？
- 如何传承现在和过去的传统？

人们如何回答这些问题主要取决于他们在反叛之前的立场。但罗马人破坏第二殿不仅结束了反抗，而且标志着一个时代的结束。像狂热派那样的革命者被罗马人击溃，革命者已经没有可信度（最后的狂热派也在73年在马萨特死去）。撒都该人的教导与圣殿的崇拜密切相关，他们也消失了。艾赛尼派也消失了，也许是因为他们的教导与时代的问题分歧很大，第二殿的破坏对他们没有造成什么后果；正是因为这个原因，他们对绝大多数犹太人没有什么影响）。
两个有组织的团体依然存在：早期的基督徒和法利赛人。一些学者，如丹尼尔·博亚林（Daniel Boyarin）和保拉·弗雷德里森认为，在这个时候基督徒和法利赛人争着领导犹太人，这解释了新约中耶稣和使徒之间的争论，与法利赛人的争论，以及反法利赛经文。

### 记录的遗失
耶路撒冷在公元70年被围困时发生了圣殿的大火，它毁坏了整个圣殿，只剩下西墙；而剩下的东西（包括祭台的石板）被提图斯将军带到罗马作为战利品。耶路撒冷的毁灭以及犹太文化记录的重要部分的丧失是重要的， 约瑟夫斯（大约5年后，在公元75年）在《犹太战争》（第7章1.1节）中写道：“耶路撒冷被夷为平地，后来到来的人不曾相信这里曾有人居住过。”一旦耶路撒冷的废墟遗变成了罗马爱利亚加比多连居住地，没有犹太人允许踏足那里；从一世纪末期二个世纪，历史几乎没有流传下来的犹太教的直接记载。
玛格丽特·米切尔（Margaret M. Mitchell）写道，虽然尤西比乌斯记载（《教会历史》 III 5.3）早期基督徒在耶路撒冷70年摧毁前离开耶路撒冷到佩拉，但面对这种彻底的破坏，我们必须接受一个事实：没有一手的耶路撒冷早期基督教文献流传下来。

### 拉比犹太教的出现
在圣殿毁灭后，罗马通过凯撒里亚（这一直是罗马省部首都）的检察官和犹太族长统治犹地亚。前法利赛领袖約哈蘭·本·撒該成为首任族长，在法利赛人控制下，重新建立了在亞夫內的猶太公会。犹太教徒不再给祭祀十一税，也不在圣殿中献祭，相反，拉比教导犹太人捐钱给在地方慈善机构和犹太会堂的研究，还需支付犹太人税。
公元132年，皇帝哈德良威胁要重建耶路撒冷，将其献给朱庇特的异教城市，名为爱利亚加比多连。一些公会的主要圣人领袖支持由巴爾·科赫巴带领的叛乱（在短时间内，这是个独立的国家）；而有些人，如拉比阿奇巴，则相信科赫巴是彌賽亞，或者是国王。 直到这个时候，一些基督徒仍然是犹太社区的一部分。然而，他们不支持或参与叛乱。无论是因为他们不想战斗，还是因为他们除了耶稣之外不会支持第二个弥赛亚，或因为他们在短暂的统治期间受到科赫巴的严厉对待，这些基督徒也在这个时候离开了犹太社区。传统上，人们认为耶路撒冷基督徒在德拉波利斯（Decapolis）的佩拉（Pella）等待犹太-罗马战争的结束。
当巴尔·科赫巴和他的军队被击败时，这场反抗在135年结束了。根据米德拉什记载，除了科赫巴，罗马人还折磨和处决十个公会的领导成员（"Ten Martyrs"）。这个记载也声称，这是迟来的对绑架Joseph的十兄弟的罪的补偿。可能，这个记载代表了法利赛人对基督徒关于耶稣被钉十字架的说法的回应；在这两个记载中，罗马人野蛮地惩罚反叛者，他们接受折磨，作为对他人的罪行的赎罪。
在镇压反抗之后，绝大多数犹太人被流放；不久后（约200年），犹大·哈-纳西将审判和传统编成权威的准则：米書拿。这标志着法利赛犹太教转变成拉比犹太教。
虽然拉比人将他们的起源追溯到法利赛人，但是拉比犹太教仍然涉及到对法利赛主义某些元素的根本否认，这些元素是第二圣殿犹太教的基本元素。法利赛人一个是党派。不同教派成员互相争论他们各自解释的正确性（另参见英文词条Hillel and Shammai）。第二圣殿毁灭后，这些教派分裂结束。“法利赛人”的说法不再使用，也许是因为非法利赛人更经常使用这个词，而且因为该术语具有明显的教派性。拉比拥有了对所有犹太人的权利，并在他们立祷中添加birkat haMinim这一部分（参看雅麦尼亚会议），这个祷告的一部分说，“赞美你啊，主，你打破敌人和击败傲慢的人”，一般认为，这是对教派和宗派主义的拒斥。这种转变并不意味着他们解决了摩西五经解释上的冲突；相反，这将教派之间的矛盾转移到拉比犹太教内的争论上。

### 基督教的出现
保拉·弗雷德里克森在《从耶稣到基督》中认为，耶稣对追随者的影响是如此之大，他们不能接受这个失败。根据新约，一些基督徒相信他们在十字架事件后遇到耶稣；他们认为他已经复活了（在弥赛亚时代，死者复活的信念是核心的法利赛教义），并很快再临，带来上帝的王，完成其余的弥赛亚预言，如复活死者和最后的审判。其他人则用诺斯替主义作为维持耶稣教导活力和有效性的一种方式（见Elaine Pagels, The Gnostic Gospels）。由于早期的基督徒相信耶稣已经取代了圣殿，耶稣能够作为新约的表达，所以他们相对不关注圣殿的毁灭，虽然认为这象征着取代论的教义。
根据希腊犹太历史学家，耶稣没有建立上帝的王国，而在罗马人手中之死让任何弥赛亚的主张变得无效（参看两个英文词条的对比：prophet和false prophet）。
根据许多历史学家，耶稣大多教义在第二殿犹太教看来是可理解和可接受的；让基督徒脱离犹太人的原因是，他们相信基督是已复活的弥赛亚。“复活的弥赛亚”的信仰对于今天的犹太人和拉比犹太教来说是不能接受的，犹太当局早就用这个事实来解释犹太教和基督教之间的分裂。最近历史学家的作品描绘了一个更复杂的在第二圣殿末期犹太教和早期基督教的关系。一些历史学家认为，在耶稣去世之前，耶稣让信徒相信，上帝的王国和死者的复活将来到来，（约翰福音20：24-29）；他们不久后见到耶稣被处决，但他们几乎毫不怀疑他的复活，认为王国的复兴和死者的复活已经到来。这些具体信念与第二圣殿犹太教是相符的。在接下来的几年里，犹太人期望王国的恢复没有发生。一些基督徒反而相信，基督不是犹太的弥赛亚，而是神所造的肉体（道成肉身），为人类的罪而死，信耶稣可得永生（参见基督论）。
这种对耶稣被钉十字架和复活的新解释的基础可在保罗书信和使徒行传中找到。大多犹太人认为保罗是基督教的创始人，他在基督教与犹太教的分裂上负有责任。最近，塔木德学者丹尼尔·博阿林（Daniel Boyarin）认为，保罗的灵性神学比一般认为的更根植于希腊犹太教。在《一个激进的犹太人》中，丹尼尔·博阿林认为，使徒保罗将耶稣的生活与希腊哲学结合起来，重新以柏拉图关于理念（真实的）与物质（虚假的）的对立来解释了希伯来圣经；（另见Paul the Apostle and Judaism）。犹太教是一种肉体的宗教，成员资格不是建立在信仰基础上，而是建立在他们是来自亚伯拉罕后裔的基础上，实际上以割礼为标志，并专注于如何适当地过今生的生活。保罗在复活耶稣的象征中看到了属灵的而不是肉体的弥赛亚。他用这个弥赛亚观念建立了一种宗教，在这个教派中，所有的人——不仅是亚伯拉罕的后裔——都可以崇拜亚伯拉罕的神。不像犹太教认为自己是犹太人的本质宗教一样，保罗的基督教声称是这是所有人的宗教。
换句话说，通过使用柏拉图对物质和理念的区分，保罗说明基督的圣灵如何能够为所有人提供一种敬拜上帝的方式——这是以前只被犹太人敬拜的神，虽然犹太人声称他是唯一的神。丹尼尔·博阿林将保罗的作品建立在希腊犹太教中，并坚持保罗是完全犹太人，但是丹尼尔·博阿林认为，保罗神学让他的基督教版本非常吸引外邦人。然而，Boyarin也认为，这种对耶稣的教导以及对法利赛犹太教的柏拉图式修改对于作为独特宗教形成的基督教是至关重要的，因为它没有用犹太律法去证明犹太教的合理性（见New Covenant）。
上述事件和趋势导致基督教与拉比犹太教之间逐渐分离。根据历史学家Shaye J.D. Cohen，“当早期基督教停止遵守犹太人的做法时，它不再是一个犹太教派。
在原始正统基督教抛弃犹太人的行为中，割礼在耶路撒冷理事会（约50年）被拒绝作为的一项必要的准则，安息日的遵守被修改，也许早至伊格内修斯的《致马臬西人信》(Epistle to the Magnesians) 9.1。Quartodecimanism（在尼散月14日遵守逾越节的节日，这是准备逾越节的日子，与坡旅甲和使徒约翰有关）在第一次尼西亚公会议中被正式拒绝了。

### 主要来源
- Flavius Josephus, Antiquities of the Jews 93CE
- The New Testament (the half of the Christian Bible that provides an account of Jesus's life and teachings, and the orthodox history of the early Christian Church)
- The Talmud (the main compendium of Rabbinal debates, legends, and laws)
- The Tanakh (the redacted collection of Jewish religious writings from the period)

### 次要来源
Israel Study Center (Dr. Eliyahu Lizorkin-Eyzenberg) - https://web.archive.org/web/20170206103929/https://israelstudycenter.com/jewish-bible-blog/
- Jewish Bible Blog - https://web.archive.org/web/20170206103929/https://israelstudycenter.com/jewish-bible-blog/
- Akers, Keith (2000). The Lost Religion of Jesus: Simple Living and Nonviolence in Early Christianity (New York: Lantern Books). (Foreword by Walter Wink.)
- Boyarin, Daniel (1997). A Radical Jew: Paul and the Politics of Identity ISBN 0-520-21214-2
- Catchpole, D. R. (1971). The Trial of Jesus: a study in the gospels and Jewish historiographyfrom 1770 to the present day Leiden: Brill
- Chilton, Bruce, Evans, Craig A. and Neusner, Jacob ed. (2002). The Missing Jesus: Rabbinic Judaism and the New Testament. ISBN 0-391-04183-5.
- Cohen, Shaye J.D. (1988). From the Maccabees to the Mishnah ISBN 0-664-25017-3
- Cohen, Shaye J.D. (2001). The Beginnings of Jewishness: Boundaries, Varieties, Uncertainties ISBN 0-520-22693-3
- Cook, Michael (2008) Modern Jews Engage the new Testament: Enhancing Jewish Well-being in a Christian Environment, ISBN 978-1-58023-313-2
- Crossan, John Dominic (1991). The Historical Jesus: The Life of a Mediterranean Jewish Peasant, ISBN 0-06-061629-6
- Ehrman, Bart (2003). The New Testament: A Historical Introduction to the Early Christian Writings, ISBN 0-19-515462-2
- Fredriksen, Paula Jesus of Nazareth, King of the Jews: A Jewish Life and the Emergence of Christianity ISBN 0-679-76746-0
- Fredriksen, Paula (1988. From Jesus to Christ ISBN 0-300-04864-5
- Meier, John P., A Marginal Jew: Rethinking the Historical Jesus,

(1991), V.1, The Roots of the Problem and the Person ISBN 0-385-26425-9
(1994). V.2, Mentor, Message, and Miracles ISBN 0-385-46992-6
(2001). V.3, Companions and Competitors ISBN 0-385-46993-4
- Neusner, Jacob Torah From our Sages: Pirke Avot ISBN 0-940646-05-6
- Neusner, Jacob. Judaism When Christianity Began: A Survey of Belief and Practice. Louisville: Westminster John Knox, 2003.  ISBN 0-664-22527-6
- Orlinsky, H. M. ( 1971). "The Seer-Priest" in W.H. Allen The World History of the Jewish People, Vol.3: Judges pp. 269–279.
- Pagels, Elaine The Gnostic Gospels 1989 ISBN 0-679-72453-2
- Sanders, E.P. (1996). The Historical Figure of Jesus, Penguin ISBN 0-14-014499-4
- Sanders, E.P. (1987). Jesus and Judaism, Fortress Press ISBN 0-8006-2061-5
- Schwartz, Leo, ed. Great Ages and Ideas of the Jewish People. ISBN 0-394-60413-X
- Vermes, Geza Jesus the Jew: A Historian's Reading of the Gospels. ISBN 0-8006-1443-7
- Vermes, Geza, The Religion of Jesus the Jew. ISBN 0-8006-2797-0
- Vermes, Geza, Jesus in his Jewish context. ISBN 0-8006-3623-6